# 愛子競馬場
愛子競馬場（あやしけいばじょう）は、現在の宮城県仙台市青葉区愛子中央四丁目付近（現在の仙台高等専門学校広瀬キャンパスの辺り）にかつて存在したと推定される競馬場。昭和4年秋季から競馬が開催され、以降昭和5年と昭和6年の春季と秋季に競馬を開催したが、事業不振のために昭和6年秋季開催をもって閉鎖された。

## 設置に至るまでの経緯・概要

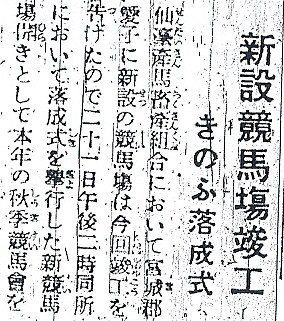
愛子競馬場の竣工を報道する記事。昭和4年11月22日付河北新報

宮城県産馬畜産組合は宮城野原練兵場の敷地の一角を逐次借用して仮設の競馬場である仙台宮城野原競馬場を運営し、競馬開催を行っていたが、大正12年の競馬法改正に伴い昭和4年秋季以降の仮設競馬場での競馬開催は続行不可能となった。このため同組合は常設の競馬場を設置する必要に迫られ、仙台市及び仙台市近郊において競馬場用地を探していた。（仙台宮城野原競馬場の項も参照の事）
台の原や七北田など各地より競馬場誘致の出願があったが、土地の買収費用が多額に上るため実現には至らず、仙台市長に対し広瀬村下愛子の植林地約2万坪の無償借用を申請したがこちらも却下となった。そのような中、加藤忠三郎なる人物が発起人となる愛子競馬協賛会より土地提供の申し出があったため、宮城県産馬畜産組合はその申し出を受け入れ愛子競馬協賛会の協力を得て、昭和4年11月21日に、上愛子字上原（現在の愛子中央四丁目付近、同地にある上原市営住宅が当時の地名を遺す）に掘立小屋式の俄かづくりの競馬場を設置した。これが愛子競馬場である。

## 所在地
愛子競馬場は当時の周辺地図が現存していないため正確な座標は特定できない。しかし、主催者である宮城県産馬畜産組合の事績書宮城県産馬要覧には前述の通り、上愛子字上原に愛子競馬場を設置したとの記述がある事や、平成風土記にも出典不明ながら昭和4年～昭和6年にかけて仙台電波工業高等専門学校（当時）から大門寺の辺りに競馬場が存在したとの記述があり、仙台電波工業高等専門学校と上原市営住宅の敷地面積から考えても競馬場用地としてに十分な面積が確保できるという点などから、愛子競馬場は現在の愛子中央四丁目付近に存在したと考えてほぼ間違いないものと思われる。なお、上愛子字上原という地名は2000年代初頭の土地区画整理によって消滅している。

## 開催の記録
以下に、愛子競馬の開催記録の内、現存するものを記載する。
昭和4年11月の開催

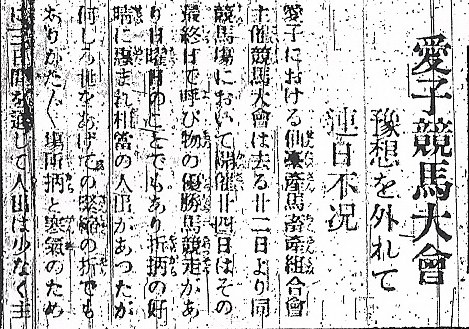
愛子競馬場の不況を伝える記事。昭和4年11月26日付河北新報

愛子競馬場で第一回目の開催は昭和4年11月22日から24までの三日間で行われる事となった。事前の申し込みでは内国産三歳馬9頭、県内産新馬11頭、県内産古馬9頭、内国産アラブ14頭、内国産新馬9頭、内国産古馬27頭、内国産騎乗速歩17頭の計96頭の申込みがあり、優勝競走の賞金額は200円、一般勝馬投票券は一枚一円、入場料は一等席十円、二等席五円、三等席は一円と定められ、満を持しての開催となったが、当時が不況下であった事、交通網の整備されていない愛子での開催であった事、11月下旬で寒気の中での開催となった事などが重なり、3日間連続の不況に終わったという。
昭和4年11月22日　愛子競馬の結果
|    | 競走名称       | 距離  | 勝馬           |
| -- | -------------- | ----- | -------------- |
| 一 | 内国産馬速歩   | 2400m | ヨシノ         |
| 二 | 県内新馬       | 1200m | 第一コヒメ     |
| 三 | 内国産古馬     | 1600m | ビナン         |
| 四 | 内国産三歳馬   | 1200m | ハマカゼ       |
| 五 | 内国産古馬     | 1800m | カワマタ       |
| 六 | 内国産新馬     | 1200m | キンクワ       |
| 七 | 内国産速歩     | 2400m | ヒット         |
| 八 | 内国産馬アラブ | 1600m | クインキュラー |
| 九 | 内国産馬古馬   | 1600m | 第五コヒビキ   |
| 十 | 内国産古馬     | 1600m | グリート       |

昭和4年11月23日　愛子競馬の結果
|    | 競走名称       | 距離  | 勝馬                 |
| -- | -------------- | ----- | -------------------- |
| 一 | 内国産馬速歩   | 2400m | トキワ               |
| 二 | 県内新馬       | 1200m | トウタマ             |
| 三 | 内国産         | 1600m | スピード             |
| 四 | 内国産三歳馬   | 1200m | コウジン             |
| 五 | 内国産古馬     | 1800m | チイト               |
| 六 | 内国産新馬     | 1200m | ミツセル             |
| 七 | 速歩           | 2400m | 第一クニノハナ       |
| 八 | 内国産馬アラブ | 1600m | シヤングホーンビーム |
| 九 | 新馬           | 1200m | ヨシネ               |
| 十 | 古馬           | 1800m | サンブウ             |

昭和4年11月24日　愛子競馬の結果
|    | 競走名称       | 距離  | 勝馬                 |
| -- | -------------- | ----- | -------------------- |
| 一 | 内国産馬速歩   | 2400m | 第三イルラント       |
| 二 | 県内産新馬     | 1600m | 第一アサヒ           |
| 三 | 内国産古馬     | 1600m | カシヤマ             |
| 四 | 中止           |       |                      |
| 五 | 優勝県内アラブ | 1600m | シヤングホーンビーム |
| 六 | 県内3歳馬      | 1600m | オニカワ             |
| 七 | 内国産速歩     | 3200m | ヒット               |
| 八 | 県内新馬       | 1600m | 第一コヒメ           |
| 九 | 県内古馬       | 2000m | 第五コヒビキ         |
| 十 | 内国産古馬     | 2000m | グリート             |

昭和6年5月の開催
昭和6年の5月30日、31日、6月1日に行われた春季開催は好天と開催日が日曜日を含んでいるということもあって、盛況だったと報じられている。昭和6年6月2日付の河北新報には二日目の様子が報道されており、その様子は「近郊からの観客続々として入場し、正午頃にはスタンドを埋め尽くした」ある。
昭和5年5月31日　愛子競馬の結果
|      | 競走名称                 | 距離  | 勝馬           | 2着馬    | 3着馬          | タイム  |
| ---- | ------------------------ | ----- | -------------- | -------- | -------------- | ------- |
| 一   | 内国産馬速歩             | 3200m | マツシマ       | ミヤギ   | セキガハラ     | 7分14秒 |
| 二   | 内国産馬                 | 1600m | ナルコー       | キフウ   | レースキング   | 1分55秒 |
| 三   | 内国産四歳馬             | 1600m | クモカゼ       | ミフク   | マイワード     | 2分16秒 |
| 四   | 県内産速歩               | 3200m | コトブキ       | マツノイ | ヨシイワ       | 7分19秒 |
| 五   | 内国産四歳馬             | 1800m | インビンシブル | タカエ   | キタセゼ       | 2分15秒 |
| 六   | 内国産四歳馬             | 1600m | フヂオ         | ?        | ?              | 1分55秒 |
| 七   | 内国産古馬ハンデキャップ | 1800m | ホワイト       | レイテン | ミツセル       | 2分10秒 |
| 八   | 内国産馬速歩             | 3200m | フヂナミ       | イトク   | ミヤギ         | 7分6秒  |
| 九   | 県内産アラブ新古馬       | 1600m | レースキング   | ミフク   | ミスホンビーム | 1分56秒 |
| 十   | 県内産新古馬             | 1800m | マイワード     | キタカミ | キコー         | 2分17秒 |
| 十一 | 内国産古馬               | 1800m | コージン       | タカエ   | ライー         | 2分15秒 |

## 廃止
上記の様に愛子競馬場では春秋に競馬を開催していたが、その成績は決して芳しいものではなかった。結局、土地偏在、交通不便のため「将来の発展の見込み無き」と判断され、昭和7年4月13日をもって宮城県知事の認可のもと、愛子競馬場は廃止された。